# Leuprorelina
Leuprorelina acetato (DCI) o leuprolide è un farmaco non steroideo antiandrogeno, agonista dell'ormone di rilascio delle gonadotropine (GnRH).
Leuprorelina è stata brevettata nel 1973 e approvata per uso medico negli Stati Uniti nel 1985. È inclusa nell'elenco dei farmaci essenziali secondo l'Organizzazione Mondiale della Sanità, i farmaci più efficaci e sicuri necessari in un sistema sanitario. Nel Regno Unito una dose mensile costa al SSN circa £ 75,24. Negli Stati Uniti la dose equivalente ha un costo all'ingrosso di 1.011,93 USD.

## Usi medici
La leuprorelina può essere utilizzata nel trattamento dei tumori ormono-sensibili come il carcinoma prostatico e il carcinoma mammario. Può anche essere usata per condizioni estrogeno-dipendenti come l'endometriosi o i fibromi uterini.
Può essere usata per il trattamento della pubertà precoce sia negli uomini che nelle donne e per prevenire l'ovulazione precoce nei cicli di stimolazione ovarica controllata per la fecondazione in vitro (FIV).
Può essere usata per ridurre il rischio di insufficienza ovarica precoce nelle donne che ricevono ciclofosfamide per la chemioterapia.
Insieme alla triptorelina e alla goserelina, è stato usato per ritardare la pubertà nella gioventù transgender fino a quando non sono abbastanza grandi per iniziare la terapia ormonale sostitutiva. I ricercatori hanno raccomandato i bloccanti della pubertà dopo i 12 anni, quando la persona ha sviluppato le fasi 2-3 di Tanner, e poi il trattamento con ormoni sessuali all'età di 16 anni. Questo uso del farmaco è off-label, non essendo stato approvato dal Food and Drug Administration e senza dati sugli effetti a lungo termine di questo uso.
A volte sono anche usati come alternative agli antiandrogeni come lo spironolattone e il ciproterone acetato per sopprimere la produzione di testosterone nelle donne transgender. È inoltre usato per sopprimere la produzione di estrogeni negli uomini transgender.
È considerato un possibile trattamento per le parafilie.
La leuprorelina è stata testata come trattamento per ridurre gli impulsi sessuali nei pedofili e in altri casi di parafilia.

## Meccanismo d'azione
La leuprorelina è un analogo dell'ormone di rilascio della gonadotropina (GnRH) che agisce come agonista nei recettori dell'ipofisi GnRH. L'agonismo dei recettori del GnRH provoca inizialmente la stimolazione della secrezione dell'ormone luteinizzante (LH) e dell'ormone follicolo-stimolante (FSH) da parte dell'ipofisi anteriore che porta ad un aumento dei livelli sierici di estradiolo e testosterone attraverso la normale fisiologia dell'asse ipotalamo-ipofisi-gonade; tuttavia, poiché la propagazione dell'asse dipende dalla secrezione pulsatile di GnRH ipotalamico, i recettori dell'ipofisi GnRH vengono desensibilizzati dopo diverse settimane di terapia continua con leuprorelina. Questa prolungata sottoregolazione dell'attività del recettore del GnRH è l'obiettivo mirato della terapia con leuprorelina e alla fine si traduce in una ridotta secrezione di LH e FSH, portando all'ipogonadismo e quindi a una drastica riduzione dei livelli di estradiolo e testosterone, indipendentemente dal sesso.
Nel trattamento del carcinoma della prostata, l'aumento iniziale dei livelli di testosterone associato all'inizio della terapia con leuprorelina è controproducente per gli obiettivi del trattamento. Questo effetto è evitato con l'utilizzo simultaneo di inibitori della 5α-reduttasi, come la finasteride, che funzionano per bloccare gli effetti a valle del testosterone.